# Comuna Pidhirne, Novomîkolaiivka
Pidhirne (în ucraineană Підгірне) este o comună în raionul Novomîkolaiivka, regiunea Zaporijjea, Ucraina, formată din satele Dubovîi Hai, Lîstivka, Mîkolaiivka Druha, Novosolone, Petropavlivka, Pidhirne (reședința), Rodînske și Serhiivka.

## Demografie
Componența lingvistică a comunei Pidhirne
     Ucraineană (93,52%)
     Rusă (6,16%)
     Alte limbi (0,24%)
Conform recensământului din 2001, majoritatea populației comunei Pidhirne era vorbitoare de ucraineană (93,52%), existând în minoritate și vorbitori de rusă (6,16%).